# フランチェスコ・カプート
フランチェスコ・カプート（Francesco Caputo，1987年8月6日 - ）は、イタリア・アルタムーラ出身のサッカー選手。エンポリFC所属。イタリア代表。ポジションはフォワード。

## クラブ経歴
2017年夏に、セリエBに降格したエンポリFCに加入。エースとして君臨し、26ゴールを挙げて得点王に輝くとともに、クラブのセリエA復帰を大いに助けた。セリエAに昇格した2018-19シーズンは16ゴールを決め、翌2019-20シーズンはセリエAのゴールランキングで第4位となる21ゴールを決める活躍を見せた。2021年8月31日、サッスオーロから買い取り義務付きレンタルでサンプドリアに移籍した。
2023年1月2日、古巣のエンポリに一定の条件が達成された場合に買い取り義務の発生するレンタル移籍で加入した。

## 代表経歴
2020年8月28日、33歳にしてUEFAネーションズリーグのボスニア・ヘルツェゴビナ戦とオランダ戦を戦うメンバーとしてイタリア代表に初招集された。10月7日のモルドバ戦でデビューを果たし、初ゴールを挙げた。このゴールはこれまでダニエレ・マッサーロが保持していた代表最年長初ゴール記録を上回る33歳62日でのゴールとなった。